# Aeroportul Southern Illinois
Aeroportul Southern Illinois (IATA: MDH, ICAO: KMDH, FAA LID: MDH) este un aeroport din Illinois, Statele Unite ale Americii ce deservește zona Carbondale⁠(d). Aeroportul a fost tranzitat în 2019 de 64 de pasageri. A fost deschis în 1950.
Situat la o altitudine de 125 m, aeroportul dispune de 3 piste.

## Infrastructură

### Piste
Aeroportul dispune de 3 piste: 
- pista 06/24 din asfalt, cu dimensiunile 4.163 picioare × 100 picioare
- pista 18L/36R din asfalt, cu dimensiunile 6.506 picioare × 100 picioare
- pista 18R/36L din asfalt, cu dimensiunile 3.498 picioare × 60 picioare